# Daniel Kaluuya
Daniel Kaluuya (født 24. februar 1989) er en britisk skuespiller. Kaluuya startede sin karriere som skuespiller som teenager med improvisationsteater.
Han portrætterede derefter Posh Kenneth i de første to sæsoner af den britiske tv-serie Skins, hvor han også var med til at skrive nogle af episoderne.
Kaluuya fik især ros for sin hovedrolle i skuespillet Sucker Punch på Royal Court Theatre i London og vandt både en Evening Standard Theatre Award og en Critics' Circle Theatre Award for bedste newcomer.
I 2018 modtog han en BAFTA Rising Star Award.
I slutningen af 2000'erne og begyndelsen af 2010'erne fik Kaluuya yderligere opmærksomhed for sine optrædener som Michael "Tealeaf" Fry i BBCs mørke komedieserie Psychoville, Michael "Mac" Armstrong i BBC Threes gyserdramaserie The Fades og Bingham "Bing" Madsen i Black Mirror-afsnittet "Fifteen Million Merits".
Han optrådte som agent Colin Tucker i spionkomedien Johnny English Reborn fra 2011 og portræterede Black Death i superheltefilmen Kick-Ass 2 fra 2013. I 2015 havde han en birolle i Denis Villeneuves thriller Sicario.
I 2017 fik hans karriere et gennembrud efter at have spillet hovedrollen i Jason Peeles gyserfilm Get Out, hvilket gav ham en nominering til en Oscar for bedste mandlige hovedrolle.
Dette blev efterfulgt af roller i Ryan Cooglers superheltefilm Black Panther (2018), Steve McQueens heist-film Widows (2018) og Melina Matsoukas' romantiske roadmovie Queen & Slim. For sit portræt af en leder af De Sorte Pantere, Fred Hampton i Judas and the Black Messiah fra 2021 modtog han en Oscar, Golden Globe, Critics' Choice Award og BAFTA for bedste mandlige birolle.